# Эстенстад, Магнар
Магнар Эстенстад (норв. Magnar Estenstad; 27 сентября 1924 года, Хёлунда — 13 мая 2004 года, Мельдал) — норвежский лыжник, призёр Олимпийских игр 1952 года. 
На Олимпиаде-1952 в Осло завоевал серебро в эстафете, в которой бежал первый этап и закончил его третьим, уступив представителям сборных Финляндии и Швеции, но в ходе последующих этапов норвежцы смогли обойти шведов. В гонке на 50 км завоевал бронзовую медаль, 17 секунд уступив ставшему вторым финну Ээро Колехмайнену и так же 17 секунд выиграв у ставшего четвёртым своего партнёра по команде Олава Экерна. В гонке на 18 км занял 11-е место.
Лучший результат Эстенстада на чемпионатах мира, 7-е место в гонке на 50 км на чемпионате мира 1950 в Лейк-Плэсиде.
На чемпионатах Норвегии побеждал 4 раза, 1 раз в гонке на 30 км, 2 раза в гонке на 50 км и 1 раз в эстафете.